# Mistrzostwa San Marino w piłce siatkowej mężczyzn
Mistrzostwa San Marino w piłce siatkowej mężczyzn – cykliczne, krajowe rozgrywki sportowe, organizowane od sezonu 1981/1982 przez Związek Piłki Siatkowej San Marino (Federazione Sammarinese Pallavolo), mające na celu wyłonienie najlepszego siatkarskiego zespołu w San Marino.
Pierwszym mistrzem San Marino został klub SP Tre Penne. Klub ten zdobył także największą liczbę tytułów mistrzowskich (7).
Mistrzostwa San Marino w piłce siatkowej mężczyzn po raz ostatni rozegrane zostały w sezonie 1998/1999.

## Liczba drużyn
| Sezon     | Liczba drużyn                         |
| --------- | ------------------------------------- |
| 1981/1982 | 10                                    |
| 1982/1983 | 14                                    |
| 1983/1984 | 15                                    |
| 1984/1985 | 8 (Serie A) 6 (Serie B)               |
| 1985/1986 | 6 (Serie A) 7 (Serie B)               |
| 1986/1987 | 5 (Serie A) 5 (Serie B1) 5 (Serie B2) |
| 1987/1988 | 5 (Serie A) 7 (Serie B)               |
| 1988/1989 | 5 (Serie A) 6 (Serie B)               |
| 1989/1990 | 5 (Serie A) 7 (Serie B)               |
| 1991/1992 | 19                                    |
| 1992/1993 | 7 (Serie A) 10 (Serie A2)             |
| 1993/1994 | 7 (Serie A) 7 (Serie A2)              |
| 1994/1995 | 6 (Serie A) 6 (Serie A2)              |
| 1995/1996 | 7                                     |
| 1996/1997 | 6                                     |
| 1997/1998 | 7                                     |
| 1998/1999 | 6                                     |

## Triumfatorzy
| Sezon     | 1. miejsce            | 2. miejsce            |
| --------- | --------------------- | --------------------- |
| 1981/1982 | SP Tre Penne          | SS Juvenes 2          |
| 1982/1983 | SP Tre Penne          | SS Juvenes            |
| 1983/1984 | SS Juvenes            | Banda Bassotti        |
| 1984/1985 | SP Tre Penne          | SS Juvenes            |
| 1985/1986 | Banda Bassotti        | SP Tre Penne          |
| 1986/1987 | SP Tre Penne          | Banda Bassotti        |
| 1987/1988 | SP Tre Penne          | SS Juvenes            |
| 1988/1989 | SP Tre Penne          | SS Juvenes            |
| 1989/1990 | SP Tre Penne          | SS Juvenes            |
| 1990/1991 | SS Juvenes            | Banda Bassotti        |
| 1991/1992 | SS Juvenes 18         | Camar BB              |
| 1992/1993 | Banda Bassotti        | SS Juvenes            |
| 1993/1994 | SS Juvenes            | SS Virtus Acquaviva   |
| 1994/1995 | SS Virtus Acquaviva   | SS Juvenes            |
| 1995/1996 | SS Virtus Acquaviva   | San Marino 18         |
| 1996/1997 | San Marino 18         | San Marino Promosport |
| 1997/1998 | Fiorita Montegiardino | SP Cailungo           |
| 1998/1999 | Fiorita Montegiardino | SS Juvenes            |

## Bilans klubów
| Klub                  | 1. miejsce | 2. miejsce |
| --------------------- | ---------- | ---------- |
| SP Tre Penne          | 7          | 1          |
| SS Juvenes            | 3          | 8          |
| Banda Bassotti        | 2          | 3          |
| SS Virtus Acquaviva   | 2          | 1          |
| Fiorita Montegiardino | 2          | 0          |
| San Marino 18         | 1          | 1          |
| SS Juvenes 18         | 1          | 0          |
| SP Cailungo           | 0          | 1          |
| Camar BB              | 0          | 1          |
| SS Juvenes 2          | 0          | 1          |
| San Marino Promosport | 0          | 1          |